# Copa de Brasil 2024
La Copa de Brasil 2024 (por razones de patrocinio Copa Betano do Brasil 2024) fue la 36.ª edición de la Copa de Brasil, organizada por la CBF.
El campeón fue Flamengo, que obtuvo su quinto título en este torneo y la clasificación a la fase de grupos de la Copa Libertadores 2025 y la Supercopa de Brasil 2025.

## Equipos participantes
| Estado                                 | Club                 | Método de clasificación                                |
| -------------------------------------- | -------------------- | ------------------------------------------------------ |
| Acre 2 cupos                           | Rio Branco-AC        | Campeón Campeonato Acreano 2023                        |
| Acre 2 cupos                           | Humaitá              | Subcampeón Campeonato Acreano 2023                     |
| Alagoas 3 cupos                        | CRB                  | Campeón Campeonato Alagoano 2023                       |
| Alagoas 3 cupos                        | ASA                  | Subcampeón Campeonato Alagoano 2023                    |
| Alagoas 3 cupos                        | Murici               | Ganador de definición de cupo para Copa de Brasil 2024 |
| Amapá 2 cupos                          | Trem                 | Campeón Campeonato Amapaense 2023                      |
| Amapá 2 cupos                          | Independente-AP      | Subcampeón Campeonato Amapaense 2023                   |
| Amazonas 2 cupos                       | Amazonas             | Campeón Campeonato Amazonense 2023                     |
| Amazonas 2 cupos                       | Manauara             | Subcampeón Campeonato Amazonense 2023                  |
| Bahía 3 cupos + adicional              | Vitória              | Campeón Brasileirão Serie B 2023                       |
| Bahía 3 cupos + adicional              | Bahia                | Campeón Campeonato Baiano 2023                         |
| Bahía 3 cupos + adicional              | Jacuipense           | Subcampeón Campeonato Baiano 2023                      |
| Bahía 3 cupos + adicional              | Itabuna              | Tercer lugar Campeonato Baiano 2023                    |
| Ceará 3 cupos + adicional              | Ceará                | Campeón Copa do Nordeste 2023                          |
| Ceará 3 cupos + adicional              | Fortaleza            | Campeón Campeonato Cearense 2023                       |
| Ceará 3 cupos + adicional              | Iguatu               | Tercer lugar Campeonato Cearense 2023                  |
| Ceará 3 cupos + adicional              | Ferroviário          | Subcampeón Copa Fares Lopes 2023                       |
| Distrito Federal 2 cupos               | Real Brasília        | Campeón Campeonato Brasiliense 2023                    |
| Distrito Federal 2 cupos               | Brasiliense          | Subcampeón Campeonato Brasiliense 2023                 |
| Espírito Santo 2 cupos                 | Real Noroeste        | Campeón Campeonato Capixaba 2023                       |
| Espírito Santo 2 cupos                 | Nova Venécia         | Subcampeón Campeonato Capixaba 2023                    |
| Goiás 3 cupos + adicional              | Goiás                | Campeón Copa Verde 2023                                |
| Goiás 3 cupos + adicional              | Atlético Goianiense  | Campeón Campeonato Goiano 2023                         |
| Goiás 3 cupos + adicional              | Aparecidense         | Tercer lugar Campeonato Goiano 2023                    |
| Goiás 3 cupos + adicional              | Anápolis             | Cuarto lugar Campeonato Goiano 2023                    |
| Maranhão 3 cupos                       | Maranhão             | Campeón Campeonato Maranhense 2023                     |
| Maranhão 3 cupos                       | Moto Club            | Subcampeón Campeonato Maranhense 2023                  |
| Maranhão 3 cupos                       | Sampaio Corrêa       | Tercer lugar Campeonato Maranhense 2023                |
| Mato Grosso 3 cupos                    | Cuiabá               | Campeón Campeonato Matogrossense 2023                  |
| Mato Grosso 3 cupos                    | União Rondonópolis   | Subcampeón Campeonato Matogrossense 2023               |
| Mato Grosso 3 cupos                    | Operário VG          | Tercer lugar Copa FMF 2023                             |
| Mato Grosso do Sul 2 cupos             | Costa Rica           | Campeón Campeonato Sul-Matogrossense 2023              |
| Mato Grosso do Sul 2 cupos             | Operário-MS          | Subcampeón Campeonato Sul-Matogrossense 2023           |
| Minas Gerais 5 cupos + adicional       | Atlético Mineiro     | Tercer lugar Serie A 2023                              |
| Minas Gerais 5 cupos + adicional       | América Mineiro      | Subcampeón Campeonato Mineiro 2023                     |
| Minas Gerais 5 cupos + adicional       | Athletic Club        | Tercer lugar Campeonato Mineiro 2023                   |
| Minas Gerais 5 cupos + adicional       | Cruzeiro             | Cuarto lugar Campeonato Mineiro 2023                   |
| Minas Gerais 5 cupos + adicional       | Villa Nova           | Sexto lugar Campeonato Mineiro 2023                    |
| Minas Gerais 5 cupos + adicional       | Tombense             | Campeón Copa Inconfidência 2023                        |
| Pará 3 cupos                           | Águia de Marabá      | Campeón Campeonato Paraense 2023                       |
| Pará 3 cupos                           | Remo                 | Subcampeón Campeonato Paraense 2023                    |
| Pará 3 cupos                           | Paysandu             | Tercer lugar Campeonato Paraense 2023                  |
| Paraíba 2 cupos                        | Treze                | Campeón Campeonato Paraibano 2023                      |
| Paraíba 2 cupos                        | Sousa                | Subcampeón Campeonato Paraibano 2023                   |
| Paraná 5 cupos + adicional             | Athletico Paranaense | Octavo lugar Serie A 2023                              |
| Paraná 5 cupos + adicional             | FC Cascavel          | Subcampeón Campeonato Paranaense 2023                  |
| Paraná 5 cupos + adicional             | Operário Ferroviário | Tercer lugar Campeonato Paranaense 2023                |
| Paraná 5 cupos + adicional             | Maringá              | Cuarto lugar Campeonato Paranaense 2023                |
| Paraná 5 cupos + adicional             | Coritiba             | Quinto lugar Campeonato Paranaense 2023                |
| Paraná 5 cupos + adicional             | Cianorte             | Sexto lugar Campeonato Paranaense 2023                 |
| Pernambuco 3 cupos                     | Sport Recife         | Campeón Campeonato Pernambucano 2023                   |
| Pernambuco 3 cupos                     | Retrô                | Subcampeón Campeonato Pernambucano 2023                |
| Pernambuco 3 cupos                     | Petrolina            | Tercer lugar Campeonato Pernambucano 2023              |
| Piauí 2 cupos                          | Ríver-PI             | Campeón Campeonato Piauiense 2023                      |
| Piauí 2 cupos                          | Fluminense-PI        | Subcampeón Campeonato Piauiense 2023                   |
| Río de Janeiro 6 cupos + 3 adicionales | Fluminense           | Campeón Copa Libertadores 2023                         |
| Río de Janeiro 6 cupos + 3 adicionales | Flamengo             | Cuarto lugar Serie A 2023                              |
| Río de Janeiro 6 cupos + 3 adicionales | Botafogo             | Quinto lugar Serie A 2023                              |
| Río de Janeiro 6 cupos + 3 adicionales | Vasco da Gama        | Tercer lugar Campeonato Carioca 2023                   |
| Río de Janeiro 6 cupos + 3 adicionales | Volta Redonda        | Cuarto lugar Campeonato Carioca 2023                   |
| Río de Janeiro 6 cupos + 3 adicionales | Audax Rio            | Sexto lugar Campeonato Carioca 2023                    |
| Río de Janeiro 6 cupos + 3 adicionales | Nova Iguaçu          | Séptimo lugar Campeonato Carioca 2023                  |
| Río de Janeiro 6 cupos + 3 adicionales | Portuguesa-RJ        | Octavo lugar Campeonato Carioca 2023                   |
| Río de Janeiro 6 cupos + 3 adicionales | Olaria               | Subcampeón Copa Río 2023                               |
| Río Grande del Norte 2 cupos           | América de Natal     | Campeón Campeonato Potiguar 2023                       |
| Río Grande del Norte 2 cupos           | ABC                  | Subcampeón Campeonato Potiguar 2023                    |
| Río Grande del Sur 5 cupos + adicional | Grêmio               | Subcampeón Serie A 2023                                |
| Río Grande del Sur 5 cupos + adicional | Caxias               | Subcampeón Campeonato Gaúcho 2023                      |
| Río Grande del Sur 5 cupos + adicional | Internacional        | Tercer lugar Campeonato Gaúcho 2023                    |
| Río Grande del Sur 5 cupos + adicional | Ypiranga de Erechim  | Cuarto lugar Campeonato Gaúcho 2023                    |
| Río Grande del Sur 5 cupos + adicional | Juventude            | Quinto lugar Campeonato Gaúcho 2023                    |
| Río Grande del Sur 5 cupos + adicional | São Luiz             | Campeón Copa FGF 2023                                  |
| Rondonia 2 cupos                       | Porto Velho          | Campeón Campeonato Rondoniense 2023                    |
| Rondonia 2 cupos                       | Ji-Paraná            | Subcampeón Campeonato Rondoniense 2023                 |
| Roraima 2 cupos                        | São Raimundo-RR      | Campeón Campeonato Roraimense 2023                     |
| Roraima 2 cupos                        | GAS                  | Subcampeón Campeonato Roraimense 2023                  |
| Santa Catarina 3 cupos                 | Criciúma             | Campeón Campeonato Catarinense 2023                    |
| Santa Catarina 3 cupos                 | Brusque              | Subcampeón Campeonato Catarinense 2023                 |
| Santa Catarina 3 cupos                 | Marcílio Dias        | Campeón Copa Santa Catarina 2023                       |
| São Paulo 6 cupos + 3 adicionales      | São Paulo            | Campeón Copa de Brasil 2023                            |
| São Paulo 6 cupos + 3 adicionales      | Palmeiras            | Campeón Serie A 2023                                   |
| São Paulo 6 cupos + 3 adicionales      | Red Bull Bragantino  | Sexto lugar Serie A 2023                               |
| São Paulo 6 cupos + 3 adicionales      | Água Santa           | Subcampeón Campeonato Paulista 2023                    |
| São Paulo 6 cupos + 3 adicionales      | Ituano               | Cuarto lugar Campeonato Paulista 2023                  |
| São Paulo 6 cupos + 3 adicionales      | São Bernardo         | Quinto lugar Campeonato Paulista 2023                  |
| São Paulo 6 cupos + 3 adicionales      | Corinthians          | Séptimo lugar Campeonato Paulista 2023                 |
| São Paulo 6 cupos + 3 adicionales      | Botafogo-SP          | Octavo lugar Campeonato Paulista 2023                  |
| São Paulo 6 cupos + 3 adicionales      | Portuguesa Santista  | Campeón Copa Paulista 2023                             |
| Sergipe 2 cupos                        | Itabaiana            | Campeón Campeonato Sergipano 2023                      |
| Sergipe 2 cupos                        | Confiança            | Subcampeón Campeonato Sergipano 2023                   |
| Tocantins 2 cupos                      | Tocantinópolis       | Campeón Campeonato Tocantinense 2023                   |
| Tocantins 2 cupos                      | Capital              | Subcampeón Campeonato Tocantinense 2023                |

### Clubes clasificados directamente a tercera fase
| Equipo               | Forma de clasificación          |
| -------------------- | ------------------------------- |
| Fluminense           | Campeón Copa Libertadores 2023. |
| São Paulo            | Campeón Copa de Brasil 2023.    |
| Palmeiras            | Campeón Serie A 2023.           |
| Grêmio               | Subcampeón Serie A 2023.        |
| Atlético Mineiro     | 3.º lugar Serie A 2023.         |
| Flamengo             | 4.º lugar Serie A 2023.         |
| Botafogo             | 5.º lugar Serie A 2023.         |
| Red Bull Bragantino  | 6.º lugar Serie A 2023.         |
| Athletico Paranaense | 8.º lugar Serie A 2023.         |
| Ceará                | Campeón Copa do Nordeste 2023.  |
| Goiás                | Campeón Copa Verde 2023.        |
| Vitória              | Campeón Serie B 2023.           |

## Sorteo
Primera ronda: Los 80 clubes clasificados para la primera fase se dividen en dos principales bloques: Bloque I (40 mejores rankeados) y Bloque II (40 peores rankeados). Estos dos bloques se dividen en cuatro bombos, haciendo un total de ocho bombos con diez clubes en cada uno, que van desde la letra A hasta la H. Los cruces en esta fase serán de la siguiente manera:
- Bombo E vs. Bombo A
- Bombo F vs. Bombo B
- Bombo G vs. Bombo C
- Bombo H vs. Bombo D

Se disputarán a partido único, jugando como locales los equipos del Bloque II (bombos E, F, G y H), pero teniendo ventaja en caso de empate los equipos del Bloque I (bombos A, B, C y D).
- Entre paréntesis, el puesto de cada club en el Ranking de clubes CBF 2024

| Primera fase | Primera fase | Primera fase | Primera fase |
| Bombo A | Bombo B | Bombo C | Bombo D |
| --- | --- | --- | --- |
| - Corinthians (6) - Fortaleza (9) - América Mineiro (10) - Internacional (11) - Bahia (13) - Atlético Goianiense (16) - Cruzeiro (17) - Cuiabá (19) - Coritiba (21) - Vasco da Gama (22) | - Juventude (23) - Sport Recife (24) - CRB (26) - Criciúma (30) - Sampaio Corrêa (33) - Tombense (35) - Ituano (36) - Operário Ferroviário (39) - ABC (40) - Remo (41)     | - Botafogo-SP (42) - Brusque (43) - Paysandu (44) - Volta Redonda (48) - Ypiranga de Erechim (49) - Confiança (51) - Ferroviário (53) - Brasiliense (57) - América de Natal (58) - Aparecidense (61) | - Amazonas (66) - São Raimundo-RR (67) - Jacuipense (68) - Tocantinópolis (69) - Portuguesa-RJ (72) - Retrô (73) - Caxias (74) - FC Cascavel (75) - São Bernardo (76) - Nova Iguaçu (78) |
| Bombo E | Bombo F | Bombo G | Bombo H |
| - ASA (83) - Real Noroeste (84) - União Rondonópolis (85) - Moto Club (86) - Maringá (89) - Sousa (90) - Fluminense-PI (91) - Águia de Marabá (92) - Cianorte (93) - Marcílio Dias (94)  | - Operário VG (96) - Humaitá (98) - Trem (98) - São Luiz (103) - Treze (107) - Operário-MS (108) - Porto Velho (116) - Anápolis (117) - Rio Branco-AC (118) - Iguatu (122) | - Athletic Club (123) - Nova Venécia (129) - Maranhão (135) - Itabaiana (152) - Costa Rica (159) - Murici (175) - Ríver-PI (179) - GAS (195) - Villa Nova (204) - Ji-Paraná (204)                    | - Real Brasília (221) - Água Santa (−) - Portuguesa Santista (−) - Audax Rio (−) - Olaria (−) - Itabuna (−) - Petrolina (−) - Manauara (−) - Capital (−) - Independente-AP (−)           |

## Fase inicial

### Primera ronda
- 80 equipos disputaron la primera fase en partido único. Los equipos con mejor ranking CBF fueron visitantes y tuvieron ventaja en caso de empate.
- Partidos del 20 de febrero al 4 de marzo.
| Equipo local        | Resultado | Equipo visitante     |
| ------------------- | --------- | -------------------- |
| Sousa               | 2–0       | Cruzeiro             |
| Petrolina           | 3–2       | FC Cascavel          |
| Anápolis            | 1–0       | Tombense             |
| Nova Venécia        | 1–2       | Botafogo-SP          |
| Cianorte            | 0–3       | Corinthians          |
| Olaria              | 0–1       | São Bernardo         |
| Humaitá             | 1–1       | Sampaio Corrêa       |
| Maranhão            | 1–2       | Ferroviário          |
| Fluminense-PI       | 0–3       | Fortaleza            |
| Manauara            | 1–2       | Retrô                |
| Porto Velho         | 1–0       | Remo                 |
| Ríver-PI            | 1–1       | Ypiranga de Erechim  |
| Real Noroeste       | 1–4       | Cuiabá               |
| Audax Rio           | 0–0       | Portuguesa-RJ        |
| Treze               | 1–1       | ABC                  |
| GAS                 | 0–1       | Brusque              |
| Maringá             | 2–0       | América Mineiro      |
| Independente-AP     | 0–1       | Amazonas             |
| Operário-MS         | 0–0       | Operário Ferroviário |
| Villa Nova          | 1–0       | Aparecidense         |
| Moto Club           | 0–4       | Bahia                |
| Portuguesa Santista | 0–1       | Caxias               |
| Trem                | 0–4       | Sport Recife         |
| Murici              | 2–1       | Confiança            |
| Marcílio Dias       | 1–3       | Vasco da Gama        |
| Água Santa          | 2–1       | Jacuipense           |
| São Luiz            | 2–1       | Ituano               |
| Costa Rica          | 1–2       | América de Natal     |
| União Rondonópolis  | 1–3       | Atlético Goianiense  |
| Real Brasília       | 2–1       | São Raimundo         |
| Rio Branco-AC       | 0–0       | CRB                  |
| Athletic Club       | 1–0       | Volta Redonda        |
| Águia de Marabá     | 3–2       | Coritiba             |
| Capital             | 2–1       | Tocantinópolis       |
| Operário VG         | 0–0       | Criciúma             |
| Itabaiana           | 0–1       | Brasiliense          |
| ASA                 | 0–2       | Internacional        |
| Itabuna             | 0–8       | Nova Iguaçu          |
| Iguatu              | 0–0       | Juventude            |
| Ji-Paraná           | 0–0       | Paysandu             |

### Segunda ronda
- Participaron en esta fase los 40 equipos vencedores en la etapa anterior, en partido único. En caso de empate la llave fue decidida por tiros desde el punto penal.
| Equipo local        | Resultado      | Equipo visitante     |
| ------------------- | -------------- | -------------------- |
| Sousa               | 1–0            | Petrolina            |
| Botafogo-SP         | 2–1            | Anápolis             |
| São Bernardo        | 0–2            | Corinthians          |
| Sampaio Corrêa      | 0–0 (5–3 pen.) | Ferroviário          |
| Fortaleza           | 0–0 (3-2 pen.) | Retrô                |
| Ypiranga de Erechim | 2–0            | Porto Velho          |
| Portuguesa-RJ       | 0–0 (3–4 pen.) | Cuiabá               |
| ABC                 | 1–1 (4–5 pen.) | Brusque              |
| Maringá             | 0–2            | Amazonas             |
| Villa Nova          | 0–2            | Operário Ferroviário |
| Caxias              | 2–2 (5-6 pen.) | Bahia                |
| Sport Recife        | 1–1 (4–1 pen.) | Murici               |
| Vasco da Gama       | 3–3 (4–1 pen.) | Água Santa           |
| América de Natal    | 3–0            | São Luiz             |
| Real Brasília       | 1–3            | Atlético Goianiense  |
| CRB                 | 2–0            | Athletic Club        |
| Águia de Marabá     | 3–0            | Capital              |
| Brasiliense         | 1–1 (1–3 pen.) | Criciúma             |
| Nova Iguaçu         | 0–2            | Internacional        |
| Juventude           | 3–1            | Paysandu             |

### Tercera ronda
Sorteo:
- Entre paréntesis, el puesto de cada club en el Ranking de clubes CBF 2024
- Equipos en negrita comenzaron su participación en el torneo en esta ronda.

| Bloque I | Bloque II |
| --- | --- |
| - Flamengo (1) - Palmeiras (2) - São Paulo (3) - Athletico Paranaense (4) - Atlético Mineiro (5) - Corinthians (6) - Fluminense (7) - Grêmio (8) - Fortaleza (9) - Internacional (11) - Bahia (13) - Botafogo (14) - Red Bull Bragantino (15) - Atlético Goianiense (16) - Ceará (18) - Cuiabá (19) | - Goiás (20) - Vasco da Gama (22) - Juventude (23) - Sport Recife (24) - CRB (26) - Vitória (28) - Criciúma (30) - Sampaio Corrêa (33) - Operário Ferroviário (39) - Botafogo-SP (42) - Brusque (43) - Ypiranga de Erechim (49) - América de Natal (58) - Amazonas (66) - Sousa (90) - Águia de Marabá (92) |

- Participaron en esta fase los 20 equipos vencedores en la etapa anterior junto a los 12 equipos clasificados directamente a esta ronda, en partidos eliminatorios de ida y vuelta.
- Partidos del 30 de abril al 13 de julio.
| Equipo local en la ida | Global         | Equipo local en la vuelta | Ida | Vuelta |
| ---------------------- | -------------- | ------------------------- | --- | ------ |
| Operário Ferroviário   | 1–3            | Grêmio                    | 0–0 | 1–3    |
| Bahia                  | 3–0            | Criciúma                  | 1–0 | 2–0    |
| Sampaio Corrêa         | 0–4            | Fluminense                | 0–2 | 0–2    |
| Sousa                  | 1–4            | Red Bull Bragantino       | 1–1 | 0–3    |
| Goiás                  | 1–1 (3–1 pen.) | Cuiabá                    | 1–0 | 0–1    |
| Botafogo               | 3–1            | Vitória                   | 1–0 | 2–1    |
| Fortaleza              | 3–3 (4–5 pen.) | Vasco da Gama             | 0–0 | 3–3    |
| Flamengo               | 2–0            | Amazonas                  | 1–0 | 1–0    |
| Águia de Marabá        | 1–5            | São Paulo                 | 1–3 | 0–2    |
| Palmeiras              | 2–1            | Botafogo-SP               | 2–1 | 0–0    |
| Ypiranga de Erechim    | 2–4            | Athletico Paranaense      | 2–1 | 0–3    |
| Internacional          | 2–3            | Juventude                 | 1–2 | 1–1    |
| CRB                    | 2–0            | Ceará                     | 1–0 | 1–0    |
| América de Natal       | 2–4            | Corinthians               | 1–2 | 1–2    |
| Brusque                | 2–5            | Atlético Goianiense       | 0–1 | 2–4    |
| Atlético Mineiro       | 2–1            | Sport Recife              | 2–0 | 0–1    |

## Fase final

### Octavos de final
Sorteo:
- Entre paréntesis, el puesto de cada club en el Ranking de clubes CBF 2024

| Bombo único |
| --- |
| - Flamengo (1) - Palmeiras (2) - São Paulo (3) - Athletico Paranaense (4) - Atlético Mineiro (5) - Corinthians (6) - Fluminense (7) - Grêmio (8) - Bahia (13) - Botafogo (14) - Red Bull Bragantino (15) - Atlético Goianiense (16) - Goiás (20) - Vasco da Gama (22) - Juventude (23) - CRB (26) |

- Participaron en esta fase los 16 equipos vencedores en la etapa anterior, en partidos eliminatorios de ida y vuelta.
- Partidos del 30 de julio al 8 de agosto.
| Equipo local en la ida | Global         | Equipo local en la vuelta | Ida | Vuelta |
| ---------------------- | -------------- | ------------------------- | --- | ------ |
| Flamengo               | 2–1            | Palmeiras                 | 2–0 | 0–1    |
| Atlético Goianiense    | 1–2            | Vasco da Gama             | 1–1 | 0–1    |
| Athletico Paranaense   | 5–2            | Red Bull Bragantino       | 2–0 | 3–2    |
| São Paulo              | 2–0            | Goiás                     | 2–0 | 0–0    |
| CRB                    | 2–5            | Atlético Mineiro          | 2–2 | 0–3    |
| Botafogo               | 1–2            | Bahia                     | 1–1 | 0–1    |
| Corinthians            | 0–0 (3–1 pen.) | Grêmio                    | 0–0 | 0–0    |
| Juventude              | 5–4            | Fluminense                | 3–2 | 2–2    |

### Cuadro de desarrollo
|  | Cuartos de final                 | Cuartos de final                 | Cuartos de final                 | Cuartos de final                 |   |                  | Semifinales        | Semifinales        | Semifinales        | Semifinales        |  |          | Final               | Final               | Final               | Final               |  |
|  | 28 de agosto al 12 de septiembre | 28 de agosto al 12 de septiembre | 28 de agosto al 12 de septiembre | 28 de agosto al 12 de septiembre |   |                  | 2 al 20 de octubre | 2 al 20 de octubre | 2 al 20 de octubre | 2 al 20 de octubre |  |          | 3 y 10 de noviembre | 3 y 10 de noviembre | 3 y 10 de noviembre | 3 y 10 de noviembre |  |
|  |                                  |                                  |                                  |                                  |   |                  |                    |                    |                    |                    |  |          |                     |                     |                     |                     |  |
|  |                                  |                                  |                                  |                                  |   |                  |                    |                    |                    |                    |  |          |                     |                     |                     |                     |  |
|  | Bahia                            | 0                                | 0                                | 0                                |   |                  |                    |                    |                    |                    |  |          |                     |                     |                     |                     |  |
|  | Bahia                            | 0                                | 0                                | 0                                |   |                  |                    |                    |                    |                    |  |          |                     |                     |                     |                     |  |
|  | Flamengo                         | 1                                | 1                                | 2                                |   |                  |                    |                    |                    |                    |  |          |                     |                     |                     |                     |  |
|  | Flamengo                         | 1                                | 1                                | 2                                |   | Flamengo         | 1                  | 0                  | 1                  |                    |  |          |                     |                     |                     |                     |  |
|  |                                  |                                  |                                  |                                  |   | Flamengo         | 1                  | 0                  | 1                  |                    |  |          |                     |                     |                     |                     |  |
|  |                                  |                                  | Corinthians                      | 0                                | 0 | 0                |                    |                    |                    |                    |  |          |                     |                     |                     |                     |  |
|  | Juventude                        | 2                                | Corinthians                      | 0                                | 0 | 0                | 1                  | 3                  |                    |                    |  |          |                     |                     |                     |                     |  |
|  | Juventude                        | 2                                |                                  |                                  |   |                  |                    |                    |                    |                    |  |          |                     |                     |                     |                     |  |
|  | Corinthians                      | 1                                | 3                                | 4                                |   |                  |                    |                    |                    |                    |  |          |                     |                     |                     |                     |  |
|  | Corinthians                      | 1                                | 3                                | 4                                |   |                  |                    |                    |                    |                    |  | Flamengo | 3                   | 1                   | 4                   |                     |  |
|  |                                  |                                  |                                  |                                  |   |                  |                    |                    |                    |                    |  | Flamengo | 3                   | 1                   | 4                   |                     |  |
|  |                                  |                                  | Atlético Mineiro                 | 1                                | 0 | 1                |                    |                    |                    |                    |  |          |                     |                     |                     |                     |  |
|  | São Paulo                        | 0                                | Atlético Mineiro                 | 1                                | 0 | 1                | 0                  | 0                  |                    |                    |  |          |                     |                     |                     |                     |  |
|  | São Paulo                        | 0                                |                                  |                                  |   |                  |                    |                    |                    |                    |  |          |                     |                     |                     |                     |  |
|  | Atlético Mineiro                 | 1                                | 0                                | 1                                |   |                  |                    |                    |                    |                    |  |          |                     |                     |                     |                     |  |
|  | Atlético Mineiro                 | 1                                | 0                                | 1                                |   | Atlético Mineiro | 2                  | 1                  | 3                  |                    |  |          |                     |                     |                     |                     |  |
|  |                                  |                                  |                                  |                                  |   | Atlético Mineiro | 2                  | 1                  | 3                  |                    |  |          |                     |                     |                     |                     |  |
|  |                                  |                                  | Vasco da Gama                    | 1                                | 1 | 2                |                    |                    |                    |                    |  |          |                     |                     |                     |                     |  |
|  | Vasco da Gama                    | 2                                | Vasco da Gama                    | 1                                | 1 | 2                | 1                  | 3 (5)              |                    |                    |  |          |                     |                     |                     |                     |  |
|  | Vasco da Gama                    | 2                                |                                  |                                  |   |                  |                    |                    |                    |                    |  |          |                     |                     |                     |                     |  |
|  | Athletico Paranaense             | 1                                | 2                                | 3 (4)                            |   |                  |                    |                    |                    |                    |  |          |                     |                     |                     |                     |  |
|  | Athletico Paranaense             | 1                                | 2                                | 3 (4)                            |   |                  |                    |                    |                    |                    |  |          |                     |                     |                     |                     |  |
|  |                                  |                                  |                                  |                                  |   |                  |                    |                    |                    |                    |  |          |                     |                     |                     |                     |  |

- Nota: En cada llave, el equipo ubicado en la primera línea es el que abre la serie como local.

### Cuartos de final
- Los horarios corresponden al huso horario de Brasilia, BRT (UTC-3).

| 28 de agosto, 21:30 | São Paulo | 0:1 (0:0) | Atlético Mineiro | Estadio Morumbi, São Paulo |                          |
|                     |           | Reporte   | Battaglia 90+2'  | Árbitro(s): Rafael Klein   | Árbitro(s): Rafael Klein |

| 12 de septiembre, 21:45 | Atlético Mineiro | 0:0     | São Paulo | Arena MRV, Belo Horizonte |                          |
|                         |                  | Reporte |           | Árbitro(s): Ramon Abatti  | Árbitro(s): Ramon Abatti |

| 28 de agosto, 21:30 | Bahia | 0:1 (0:0) | Flamengo           | Arena Fonte Nova, Salvador de Bahía |                           |
|                     |       | Reporte   | Bruno Henrique 50' | Árbitro(s): Raphael Claus           | Árbitro(s): Raphael Claus |

| 12 de septiembre, 21:45 | Flamengo          | 1:0 (0:0) | Bahia | Maracaná, Río de Janeiro     |                              |
|                         | De Arrascaeta 54' | Reporte   |       | Árbitro(s): Bráulio da Silva | Árbitro(s): Bráulio da Silva |

| 29 de agosto, 20:00 | Vasco da Gama                       | 2:1 (0:1) | Athletico Paranaense | São Januário, Río de Janeiro |                          |
|                     | J. Rodríguez 80' · Hugo Moura 90+3' | Reporte   | Christian 32'        | Árbitro(s): Ramon Abatti     | Árbitro(s): Ramon Abatti |

| 11 de septiembre, 21:30 | Athletico Paranaense                              | 2:1 (2:1) (4:5 p.)         | Vasco da Gama                                                   | Arena da Baixada, Curitiba |                            |
|                         | Cuello 25' · Zapelli 33'                          | Reporte                    | Vegetti 45+1'                                                   | Árbitro(s): Wilton Sampaio | Árbitro(s): Wilton Sampaio |
|                         |                                                   | Tiros desde el punto penal |                                                                 |                            |                            |
|                         | Pablo · Mastriani · Canobbio · Madson · João Cruz |                            | Sforza · J. Rodríguez · Victor Luis · Mateus Carvalho · Vegetti |                            |                            |

| 29 de agosto, 20:00 | Juventude                 | 2:1 (0:0) | Corinthians            | Estadio Alfredo Jaconi, Caxias do Sul |                                   |
|                     | Carrillo 67' · Danilo 87' | Reporte   | Gustavo Henrique 90+3' | Árbitro(s): Paulo Cesar Zanovelli     | Árbitro(s): Paulo Cesar Zanovelli |

| 11 de septiembre, 21:00 | Corinthians                                             | 3:1 (1:1) | Juventude        | Neo Química Arena, São Paulo               |                                            |
|                         | Romero 29' · Zé Marcos 82' (a.g.) · André Ramalho 90+7' | Reporte   | Souza 41' (a.g.) | Árbitro(s): Wagner do Nascimento Magalhães | Árbitro(s): Wagner do Nascimento Magalhães |

### Semifinales
- Los horarios corresponden al huso horario de Brasilia, BRT (UTC-3).

| 2 de octubre, 19:15 | Atlético Mineiro                   | 2:1 (2:1) | Vasco da Gama         | Arena MRV, Belo Horizonte             |                                       |
|                     | Guilherme Arana 38' · Paulinho 44' | Reporte   | Philippe Coutinho 14' | Árbitro(s): Flavio Rodrigues de Souza | Árbitro(s): Flavio Rodrigues de Souza |

| 19 de octubre, 18:30 | Vasco da Gama      | 1:1 (0:1) | Atlético Mineiro | São Januário, Río de Janeiro |                          |
|                      | Vegetti 38' (pen.) | Reporte   | Hulk 83'         | Árbitro(s): Ramon Abatti     | Árbitro(s): Ramon Abatti |

| 2 de octubre, 21:45 | Flamengo        | 1:0 (1:0) | Corinthians | Maracaná, Río de Janeiro   |                            |
|                     | Alex Sandro 32' | Reporte   |             | Árbitro(s): Wilton Sampaio | Árbitro(s): Wilton Sampaio |

| 20 de octubre, 16:00 | Corinthians | 0:0     | Flamengo | Neo Química Arena, São Paulo |                              |
|                      |             | Reporte |          | Árbitro(s): Anderson Daronco | Árbitro(s): Anderson Daronco |

### Final
- Los horarios corresponden al huso horario de Brasilia, BRT (UTC-3).

| 3 de noviembre, 16:00 | Flamengo                                     | 3:1 (2:0) | Atlético Mineiro | Maracaná, Río de Janeiro                                         |                                                                  |
|                       | De Arrascaeta 11' · Gabriel Barbosa 39', 74' | Reporte   | Alan Kardec 79'  | Asistencia: 67 459 espectadores Árbitro(s): Rafael Rodrigo Klein | Asistencia: 67 459 espectadores Árbitro(s): Rafael Rodrigo Klein |

| 10 de noviembre, 16:00 | Atlético Mineiro | 0:1 (0:0) | Flamengo  | Arena MRV, Belo Horizonte                                 |                                                           |
|                        |                  | Reporte   | Plata 82' | Asistencia: 44 876 espectadores Árbitro(s): Raphael Claus | Asistencia: 44 876 espectadores Árbitro(s): Raphael Claus |

|                                      |
| Bandera del estado de Río de Janeiro |
| Campeón Flamengo 5.º título          |

## Goleadores
| Jugador            | Equipo              | Goles |
| ------------------ | ------------------- | ----- |
| Pablo Vegetti      | Vasco da Gama       | 7     |
| Emiliano Rodríguez | Atlético Goianiense | 4     |
| Enner Valencia     | Internacional       | 4     |